# Centre Penitenciari de Joves
El Centre Penitenciari de Joves és una presó de la Generalitat de Catalunya situada al municipi de la Roca del Vallès. Es va inaugurar l'any 2008.